# Сборная Латвии по регбилиг
Сборная Латвии по регбилиг — национальная спортивная команда Латвии, которая представляет Латвию в международном регбилиг. Образована в 2008 году, соревновалась в Европейской Чаше регбилиг (позже преобразована в группу C чемпионата Европы), выиграв её в 2008 году; в 2009 году в группе C заняла 2-е место, проиграв Украине. Команда играет нерегулярно в связи с почти полным отсутствием интереса к регбилиг в стране, с 2010 по 2015 годы она вообще не проводила матчей.
9 мая 2015 года Латвия провела первый после долгого перерыва матч по регбилиг, который был к тому же отборочным к чемпионату мира 2017 года: противником команды была Испания. Несмотря на фактор домашнего поля (игра проходила в Риге), латыши проиграли 12:32, причём первые очки они набрали только на 56-й минуте, когда уже исход матча был практически ясен.
В 2018 году числилась аффилированным членом (среднее положение между статусом наблюдателя и статусом полноценного члена Европейской федерации регбилиг).

## Все матчи
| Дата             | Место матча | Противник | Счёт  |
| ---------------- | ----------- | --------- | ----- |
| 21 октября 2007  | Таллин      | Эстония   | 54:38 |
| 28 июня 2008     | Таллин      | Эстония   | 48:10 |
| 3 августа 2008   | Рига        | Эстония   | 62:10 |
| 24 июля 2009     | Рига        | Украина   | 6:40  |
| 8 августа 2009   | Таллин      | Эстония   | 74:4  |
| 31 июля 2010     | Рига        | Россия    | 54:4  |
| 18 сентября 2010 | Киев        | Украина   | 0:112 |
| 9 мая 2015       | Рига        | Испания   | 12:32 |

## Известные игроки в регбилиг латышского происхождения
- Юэн Айткен[англ.] (бабушка по отцовской линии Регина, родом из Резекне)[4][5][6]
- Найал Эвальдс[англ.] (дедушка по отцовской линии мигрировал в Галифакс)[7]